# Renée Durocher
Pour les articles homonymes, voir Durocher.
 (novembre 2020).

Renée duRocher est une artiste peintre canadienne née le 24 juillet 1939  à Granby, Québec. Bachelière en arts plastiques de l'UQAM, elle expose ses œuvres dans des lieux reconnus depuis 1976. Citée dans des monographies consacrées à l'histoire de l'art au Québec, ses œuvres se retrouvent dans des collections muséales publiques et privées. Le rapport au temps et à l'histoire, sont les fondements du travail pictural de cette artiste. Les peintres Henri Matisse, Francis Bacon et Pablo Picasso comptent parmi ses inspirations.

## Biographie
Renée duRocher est une artiste peintre qui évolue dans le milieu des arts visuels depuis plusieurs décennies. Originaire de la ville de Granby, elle y habite toujours, et s’implique activement auprès des organismes culturels de sa région à mener des projets d’expositions, d’animations et d’événements favorisant le rayonnement de l’art contemporain. Bachelière en Arts Plastiques de l’UQAM, elle est détentrice de plusieurs prix et mentions, dont un diplôme honorifique du CEGEP de Granby, une mention au Prix Reconnaissance des diplômés et diplômées de l’UQAM, ainsi que le prix de l’Excellence du quotidien la Voix de l’Est de Granby et plus récemment du titre d’Ambassadrice de la culture de la ville de Granby pour son implication et le rayonnement de son travail. Grâce à son travail et ses recherches en atelier, Renée duRocher compte une cinquantaine d’expositions individuelles et collectives tant sur le plan national qu’international. Appelée à exposer régulièrement à l’étranger dont à Washington et New-York, son attachement à sa région est néanmoins très ancrée dans sa pratique artistique. 
Ses œuvres se retrouvent aujourd’hui dans des collections muséales publiques et privées, tant au Québec qu’aux États-Unis. Citons en exemple, le Gouvernement du Québec, Orford Musique, la Ville de Granby, le Musée des Beaux-arts de Sherbrooke, le Musée Pierre-Boucher de Trois-Rivières de même que la collection corporative de  Pratt & Whitney de Toronto, la Collection Desjardins, la Banque Royale. 
Reconnu par ses pairs, le travail de Renée duRocher laisse également son empreinte dans l’histoire de l’art du Québec. Il fait aussi l’objet d’articles commentés et analysés par des historiens de l’art . 

## Expositions
- 1996 : duRocher d'hier à aujourd'hui, Musée Marc-Aurèle-Fortin, Montréal, Québec
- 1999: Sacred Shelters, Galerie Estampe Plus, Québec, Québec
- 1999 : Sacred Shelters, Roberts Gallery, Toronto, Ontario
- 2000:  Magical Sites, Ambassador Gallery, New-York

- 2001 : Magical Sites, Zenith Gallery, Washington, DC
- 2001: Rendez-vous avec l'histoire, Galerie Walter Klinkhoff, Montréal, Québec
- 2002 : Music-Musica-Musique, Galerie St-Laurent + Hill, Ottawa, Ontario
- 2003 : Music-Musica-Musique, Roberts Gallery, Toronto, Ontario
- 2003 : Spirits of Xi'an, Zenith Gallery, Washington, D.C.
- 2005 : Les esprits de Xi'an, Galerie St-Laurent + Hill, Ottawa, Ontario
- 2005 : Spirits of Xi'an, Roberts Gallery, Toronto, Ontario
- 2006 : Lieu de passage, Galerie Davignon, Montréal, Québec
- 2006 : The Wheel of the Time, Mandarin Oriental Hotel, Washington, D.C.
- 2006 : The Wheel of Time, Zenith Gallery, Washington, D.C.
- 2008 : Converse and Contours, Zenith Gallery, Washington, D.C.
- 2011 : Lieu de passage, Musée Pierre-Boucher, Trois-Rivières, Québec
- 2011 : Vie urbaine -Vie souterraine, Galerie du Parc, Trois-Rivières, Québec
- 2012: Jaune, Galerie St-Laurent + Hill, Ottawa, Ontario
- 2012 : Jaune, Roberts Gallery, Toronto, Ontario
- 2015 : Les couleurs de l’Inde, Galerie St-Laurent + Hilll, Ottawa, Ontario
- 2015 : Carnet de voyage, Musée d’art contemporain de Baie-Saint-Paul, Baie-Saint-Paul, Québec
- 2017 : Xanh, Galerie Michel-Ange, Montréal, Québec
- 2017: Xanh, Centre culturel France-Arbour, Granby, Québec
- 2018 : Diversité Unicité, Galerie St-Laurent+Hill, Ottawa, Ontario
- 2018 : Diversité Unicité, Zenith Gallery, Washington D.C.

- 2018 : Diversité - Unicité, Ambassade du Canada aux États-Unis, Washington D.C.

## Collections
- Musée d’art contemporain de Baie-Saint-Paul, Baie-Saint-Paul, Québec
- Musée des beaux-arts de Sherbrooke, Sherbrooke, Québec
- Musée Pierre-Boucher, Trois-Rivières, Québec
- Artothèque de Senart, Saint-Denis, France
- Ministère des Affaires extérieures du Canada, Prague, République-Tchèque
- Ministère des Affaires extérieures du Canada, Rome, Italie
- Ministère des Affaires extérieures du Canada, Santiago, Chili
- Ministère des Affaires extérieures du Canada, Ottawa, Ontario
- Hydro-Québec, Montréal
- Université d’Ottawa, Ottawa, Ontario
- Banque Royale du Canada
- Municipalité d'Anjou, Anjou, Québec
- Municipalité de Granby, Granby, Québec
- Municipalité de Lac-Mégantic, Lac-Mégantic, Québec